# Wiersz polski. Zarys historyczny
Wiersz polski. Zarys historyczny – monografia Lucylli Pszczołowskiej poświęcona historii form wersyfikacyjnych (wzorców metrycznych, schematów stroficznych, rymu i instrumentacji głoskowej) w literaturze polskiej od czasów najdawniejszych do lat dziewięćdziesiątych XX wieku, opublikowana w 1997. Jest pierwszą całościową syntezą przemian form wierszowych poezji polskiej po podobnej książce Jana Łosia z 1920. Jest wymieniana wśród najważniejszych polskich książek z dziedziny wersologii. Ukazała się nakładem Fundacji na rzecz Nauki Polskiej.